# Helen Meles
Helen Meles är en eritreansk sångerska. Hon har hittills släppt över tio album och deltagit i ett flera stora eritreanska filmer.  År 2007 gifte sig Meles med den eritreanske saxofonisten Issac Asefaw och har i dag två barn.